# 光ポンピング磁力計
光ポンピング磁力計（ひかりポンピングじりょくけい 英語: optically pumped atomic magnetometer）または光ポンピング原子磁気センサは、光ポンピングを利用して磁場の大きさを計測することを目的とした計測器。

## 概要
センサー部にセシウム、ルビジウム、カリウム、ヘリウム等の気体セルが使用される。近年、スピン偏極の緩和レートが小さくなる状態(SERF:Spin-Exchange-Relaxation-Free) を利用すれば,センサの感度が 1 Hz1/2 あたりサブフェムトテスラのオーダーまで到達可能であるという報告がなされ、SERF状態で動作する光ポンピング原子磁気センサに期待が寄せられている。また、測定体積が小さくても十分な感度を保つことが期待でき、多チャンネル化により高い空間分解能を持った磁場計測が可能になると予想され、光ポンピング原子磁気センサはこのSERF条件を利用することで原理的に超伝導量子干渉素子（SQUID）を凌ぐ測定感度 (~0.01 fT/(Hz1/2)) を達成でき、かつ冷却装置を必要としないことから新たな脳磁図(MEG)用のセンサとして期待されている。また、核磁気共鳴画像法 (MRI) 用の磁気センサとしても期待されている。従来の強磁場 MRIでは数テスラもの歳差磁場を印加する一方で、低磁場MRIではマイクロテスラ領域の歳差磁場で計測を行う。2013年には 80 mT の分極磁場を印加したのち 4 mT の静磁場で核磁気共鳴画像の撮像が報告された
強磁場MRIでは信号は測定周波数の（したがって歳差磁場の）平方根でスケールする。環境温度における熱的スピン偏極が周波数の一乗に比例するのに加え、ピックアップコイルに誘起される電圧も磁化歳差の周波数（ラーモア周波数）に比例するためである。しかし、地磁気の約1000倍程度の磁場を予め印加して偏極ずみの核スピンを光ポンピング磁力計で検知する場合、NMR信号強度は歳差磁場とは独立となり、地磁気程度の極めて弱い磁場下でのMRI信号検知が可能となる。低磁場MRI は強磁場MRIと比較してコスト面やコンパクト性において優位性を有する。

## 長所
- プロトン磁力計に比べて周波数が約100倍なので磁力値の読みとり桁数も2ケタ程度増やすことが容易なので高感度[1]
- プロトン磁力計に比べて低消費電力[1]
- 連続測定が可能[1]
- 超伝導量子干渉素子（SQUID）に匹敵する高感度を冷却装置なしに達成可能[2][8]

## 短所
- ゼーマン効果係数が正確にわかっていない[1]
- 光の吸収バンドが有限の周波数幅を持つ[1]
- 磁場と光軸との角度がわずかながら影響を与える[1]
- 構造上、高感度を維持するためには小型化には限界がある(～1cm3)ので集積化が困難
- ダイナミックレンジが狭く、0付近の磁場強度で機能する。

## 原理
原子の基底エネルギー準位は無磁場下では縮退しているが、磁場下では電子のスピンに起因するゼーマン効果によって基底エネルギー準位 A1 と、この準位よりも微妙な差（典型的には 10−8 eV オーダー）だけ高いエネルギー準位の A2 に分裂する。
ここで、磁場下にある基底状態の原子に B − A1 だけのエネルギーを持つ光 (hν = B − A1) を照射して励起準位 B に励起すると、やがて原子は光を自然放出して、ほぼ同じ確率で準位 A1 と A2 に緩和する。さらに光を照射し続けると、準位 A2 にある原子は光エネルギーが異なるので準位 B に励起できないのに対して準位 A1 の原子は再び光を吸収して準位 B へと励起する。これを繰り返すことにより全ての原子が準位 A2 に揃う状態になり光吸収が起こらなくなる。このように一つのエネルギー準位に揃えることを光ポンピングという。
次にこの状態で A2 − A1 のエネルギー差に相当するエネルギーをもつ電磁波を照射すると、準位 A2 にあった原子が誘導放出によって基底エネルギー A1 に緩和することにより、光吸収が再現する。ゼーマン効果による分裂幅 A2 − A1 は、弱い磁場下では磁場強度に比例するので、照射する電磁波の周波数を光吸収が再現するように制御してその周波数を測定することにより、磁場強度を導き出すことができる。

## 主な用途
- 地磁気の計測
- 脳磁図(MEG)の計測
- 核磁気共鳴分光法
- 核磁気共鳴画像法